# Mandrake (percussionista)
Mandrake o Mandrake Som, pseudonimo di Ivanir do Nascimento (Guaratinguetá, 21 maggio 1934 – Roma, 8 settembre 1988), è stato un cantante e percussionista brasiliano naturalizzato italiano, attivo in Italia fin dall'inizio degli anni '70.

## Biografia
Il soprannome deriva dalla partecipazione ad una trasmissione televisiva brasiliana del 1959 alla quale prendeva parte come direttore d'orchestra e arrangiatore Enrico Simonetti (con la cui orchestra suonava sin dal 1952): durante una puntata dedicata alla magia, Ivanir do Nascimento essendo l'unico dell'orchestra a ricordarne la sagoma, impersonerà il mago Mandrake, prendendone poi definitivamente il nome. Mandrake partecipa a spettacoli e registrazioni con artisti di fama internazionale come Jair Rodrigues, Elis Regina, João Gilberto, Maria Bethânia, Chico Buarque, Vinícius de Moraes, Wilson Simonal, Carlos Piper, Roberto Carlos Braga, Gal Costa.
Il 21 gennaio del 1970 suona con il gruppo di Elza Soares, che, dietro invito di Franco Fontana, parteciperà alla rassegna "I lunedì del Sistina". Dopodiché il gruppo continuerà in Italia una tournée di 20 giorni. Mandrake vedrà finalmente realizzato il suo sogno di bambino, quello di poter vedere il Colosseo. Non tornerà più in Brasile. Con il chitarrista Irio De Paula forma da prima il trio Macumba e in seguito il quartetto Balanco con la partecipazione del bassista Giorgio Rosciglione. Dopo 4 anni Mandrake forma il suo gruppo Mandrake Som. In Italia egli ben presto raggiunge la notorietà. È d'obbligo la sua presenza a diversi programmi televisivi e radiofonici come ospite d'onore.
Nel 1971 partecipa al Cantagiro; nel 1972 è a Studio I con Enrico Simonetti; lavora con Gigi Proietti, Enza Sampò; partecipa come ospite speciale allo spettacolo Due come noi con Ornella Vanoni; suona con Sergio Endrigo; è tra gli artisti presenti alla serata d'onore in omaggio al Beato Angelico con Giulietta Masina. Insieme ad autorevoli personaggi come Giulio Andreotti e Rita Levi-Montalcini, è chiamato, nel dicembre del 1985, al programma Come Spoon River - 20 testimonianze dopo la bomba - the day after.
Cugino di Pelé, collabora per anni con musicisti italiani, cantanti e direttori di orchestra: fra gli altri da ricordare Toni Esposito, i Perigeo, Irio De Paula, Enrico Rava, Ornella Vanoni, Francesco Guccini e Gianni Ferrio. Tra i dischi da ricordare una rarità da collezione: Sombossa del 1975. Ha collaborato dal 1983 fino alla sua morte con la cantante argentina Liliana Gimenez.

## Discografia

### 33 giri
- 1975 - Sombossa (EMI Italiana, 3C 064-18104)
- 1977 - O..., amigo (EMI Italiana, 3C 064 18258)

### 45 giri
1976 - Deixo isso pra la/O dia em que eu morrer (EMI Italiana, 3C 006-18119)

## Collaborazioni
- 1970 - Per un pugno di samba di Chico Buarque de Hollanda
- 1972 - Balanco di Irio De Paula
- 1972 - To Allen Ginsberg dei Living music
- 1972 - Ultimo tango a Parigi di Gato Barbieri
- 1973 - Free love dei Kaleidon
- 1974 - Stanze di vita quotidiana di Francesco Guccini
- 1974 - Pedro y Antonia di Hugo Heredia
- 1974 - Pupa o crisalide di Enrico Rava
- 1974 - Genealogia del Perigeo
- 1976 - Mananita pampera di Hugo Heredia
- 2006 - Big Bang Concerto 2 di Enrico Simonetti (registrazioni del 1973)